# Маджарски агар
Маджарски агар (на унгарски: Magyar Agár) е порода кучета, произхождаща от Унгария и Трансилвания. Наричат го още унгарски грейхаунд, макар ча не влиза в групата на грейхаундите. Използва се за лов и надбягвания, но освен това е и добър компаньон. Смята се, че тези кучета са доведени от маджарите през 10 век. Според местната традиция първият маджарски агар идва в Северозападна Унгария, или по-точно в Алфьолд. Най-ранните археологически находки за маджарски агари са открити в Карпатите, по западната и северната граница на Унгария. Все още не се знае откъде са дошли агарите, за да се заселят в Карпатския басейн. Докато живеят в Алфьолд, тези кучета са използвани за лов предимно в днешните провинции Саболч-Сатмар-Берег, Хайду-Бихар и Шомод. Между Средновековието и началото на 19 век, маджарският агар се отнасял към грейхаундите, докато през 1803 не е направен породния им стандарт. Породата е селектирана за бягане на дълго разстояние и за лов на елени. Според унгарците агарът може да бяга между 30 и 50 км след ловеца на ден.
На пръв поглед грейхаунда и маджарският агар си приличат, но има множество разлики, които разделят породите. Агарът тежи между 22 и 31 кг и е висок между 62 и 70 кг. Козината им е къса и гладка, може да бъде в много цветове. На тази порода е чуждо хапането и злобното отношение към хора. Има много по-добър инстинкт за пазене от много други хрътки. Обикновено се държат добре с деца и други кучета. Те са интелигентни и лесно се дресират, но трябва да се социализират на малка възраст.